# Fédération culturelle canadienne-française
La Fédération culturelle canadienne-française (FCCF) est un organisme national à but non lucratif basé à Ottawa dont la mission est de promouvoir l’expression artistique et culturelle des communautés francophones et acadiennes et d’agir en tant que porte-parole des arts et de la culture de la francophonie canadienne. La FCCF représente un réseau d'organismes œuvrant dans le secteur des arts, de la culture et des industries culturelles. Le continuum culturel est mobilisé autour de l'action de la FCCF visant la reconnaissance des arts et de la culture comme l'un des fondements de la vitalité de la société canadienne. Cet écosystème culturel et artistique a pour objectif l'épanouissement des milieux de vie francophones ainsi que l'enrichissement et le rayonnement des communautés impliquées.

## Historique
La Fédération culturelle canadienne-française a été fondée le 19 juillet 1977 à Saint-Boniface dans la ville de Winnipeg, au Manitoba, soit dans l’une des plus importantes communautés francophones du Canada hors Québec. D’abord connu sous le nom de Fondation du Conseil culturel des francophones hors Québec, l'organisme naît de la volonté de se doter d'un interlocuteur national capable de coordonner l'action des multiples organismes culturels francophones du Canada afin de défendre et de promouvoir les arts et la culture de la francophonie canadienne.
L'organisme s'incorpore sous le nom de Fédération culturelle des Canadiens français à Winnipeg le 10 décembre 1979, pour ensuite prendre le nom de Fédération culturelle canadienne-française en 1989. Outre les différents membres qu'elle regroupe, la FCCF comprend dès ses premières années un conseil d'administration, un comité exécutif, un secrétariat national et une assemblée annuelle. En septembre 1986, la FCCF fait don de ses archives au Centre de recherche en civilisation canadienne française de l'Université d'Ottawa; plusieurs versements subséquents ont été effectués depuis.
Depuis sa création, la FCCF aide au renforcement du développement artistique et culturel en structurant ses secteurs et en soutenant des initiatives dynamiques. Elle élabore des plans de développement stratégique avec ses partenaires, assure des financements accrus pour ses projets et soutient activement la promotion des artistes canadiens-français par la remise de bourses.
En 2017, la FCCF a célébré son quarantième anniversaire sous le thème Notre culture en évolution. La thématique fut choisie afin de souligner son adaptation constante aux besoins des communautés. Initialement axée sur les arts de la scène, la FCCF a élargi son rôle pour inclure le militantisme, la représentation politique et communautaire et le développement global des communautés francophones. Aujourd’hui, la culture est reconnue comme un pilier essentiel du développement communautaire, au même titre que la santé, l’éducation et l’économie.

## Initiatives
Dans la foulée de sa fondation en 1977, la FCCF met à la disposition de ses membres un guide de travail ainsi qu'un programme national de formation pour favoriser les projets à caractère culturel touchant les francophones hors Québec. Sur le terrain, la FCCF offre des stages de formation en développement culturel et lance un programme de diffusion des arts dont elle fait la promotion avec des tournées dans les différentes provinces canadiennes. Dans le cadre du programme de diffusion des arts, la FCCF supporte et finance divers festivals locaux ainsi que des ateliers de formation ou de perfectionnement pour les artistes et travailleurs des domaines suivants : musique, théâtre, danse, comédie, arts visuels, écriture, animation et production de spectacle. L'organisme organise aussi des compétitions, comme le concours annuel national (de 1978 à 1985) Aurèle Séguin visant à récompenser les compositeurs-interprètes de la relève francophone à l'extérieur du Québec.
En parallèle, la FCCF travaille sur la publication d'un bottin compilant les ressources culturelles des francophones hors Québec; quatre éditions sont publiées entre 1978 et 1983. En 1978, elle amorce la publication de revues de presse couvrant les articles des quotidiens, hebdomadaires et périodiques canadiens-français qui touchent aux évènements culturels du moment. En 1983, l'organisme présente un mémoire à la Commission royale sur l'union économique et les perspectives de développement du Canada.
La FCCF signe en 1998 une entente avec le ministère du Patrimoine canadien, le Centre national des Arts, et le Conseil des arts du Canada pour que les trois organismes collaborent et échangent ensemble « afin de favoriser le développement des arts et de la culture des communautés francophones en situation minoritaire ». Deux ans plus tard, la Société Radio-Canada se joint à l'entente, puis c'est le cas de l'Office national du film en 2002 et Téléfilm Canada en 2009. L'entente a été renouvelée à plusieurs reprises, la dernière datant de 2024 et couvrant une période de quatre ans.
En vertu de l'entente de 2018, la FCCF devient officiellement responsable du programme PassepART débutant en septembre 2019. Grâce au financement du gouvernement du Canada, le programme a alloué près de 4,5 millions de dollars en microsubventions de 2019 à 2023 pour soutenir 1771 activités culturelles, artistiques et patrimoniales en français dans 750 écoles franco-canadiennes et acadiennes. Ce programme a favorisé la diversité culturelle, le renforcement de l’identité francophone chez les élèves, et multiplié les collaborations entre écoles, organismes locaux et artistes, tout en augmentant l’accès à des activités enrichissantes, particulièrement dans les régions éloignées.
En collaboration avec la Fédération canadienne des directions d'école francophone et l'Association canadienne d'éducation de langue française, la FCCF publie en 2004 la première version de la Trousse du passeur culturel. Celle-ci est destinée aux directions d'école francophone et, plus largement, au milieu de l'éducation. La même année, la FCCF produit une étude intitulée Recherche-action sur le lien langue-culture-éducation en milieu minoritaire francophone. Certains des outils, documents et études publiés par la FCCF servent de gabarit pour d’autres organismes nationaux, provinciaux et régionaux de la francophonie à travers le Canada.
La FCCF émet aussi des mémoires, des synthèses, des plans stratégiques et des lettres ouvertes. L'organisme fait régulièrement et publiquement part de ses prises de positions et de ses recommandations détaillées aux politiciens canadiens sur des enjeux variés et complexes tels que le financement des institutions artistiques et culturelles et la situation des communautés de langue officielle en situation minoritaire.

## Membres
Le réseau national de la FCCF compte un total de 22 membres, dont treize organismes provinciaux et territoriaux contribuant au développement culturel et artistique de leur région, un regroupement pancanadien des diffuseurs d'arts de la scène, une alliance de radios communautaires, et sept organismes nationaux représentant les arts médiatiques, les arts visuels, la chanson, la musique, l'édition et le théâtre.
La FCCF fait elle-même partie des membres réguliers de la Coalition pour la diversité des expressions culturelles.

### Organismes provinciaux/territoriaux
- Association acadienne des artistes professionnel.le.s du Nouveau-Brunswick (AAAPNB);
- Alliance culturelle de l’Ontario (ACO)
- Association culturelle de la francophonie manitobaine (ACFM)
- Association franco-yukonnaise (AFY)
- Centre culturel franco-manitobain (CCFM)
- Conseil culturel et artistique francophone de la Colombie-Britannique (CCAFCB)
- Conseil culturel fransaskois (CCF)
- Conseil provincial des sociétés culturelles (CPSC)
- Fédération culturelle de l’Île-du-Prince-Édouard (FCIPÉ)
- Fédération culturelle acadienne de la Nouvelle-Écosse (FéCANE)
- Fédération des francophones de Terre-Neuve et du Labrador (FFTNL)
- Fédération franco-ténoise (FFT)
- Regroupement artistique francophone de l’Alberta (RAFA)

### Organismes nationaux
- Alliance des producteurs francophones du Canada (APFC)
- Alliance nationale de l’industrie musicale (ANIM)
- Association des groupes en arts visuels francophones (AGAVF)
- Association des théâtres francophones du Canada (ATFC)
- Regroupement des artistes cinéastes de la francophonie canadienne (RACCORD)
- Regroupement des éditeurs franco-canadiens (RÉFC)
- Réseau national des galas de la chanson (RNCG)

### Alliance et regroupements
- Alliance des radios communautaires du Canada (ARC du Canada)
- Scènes francophones (SF)